# X射线天文卫星

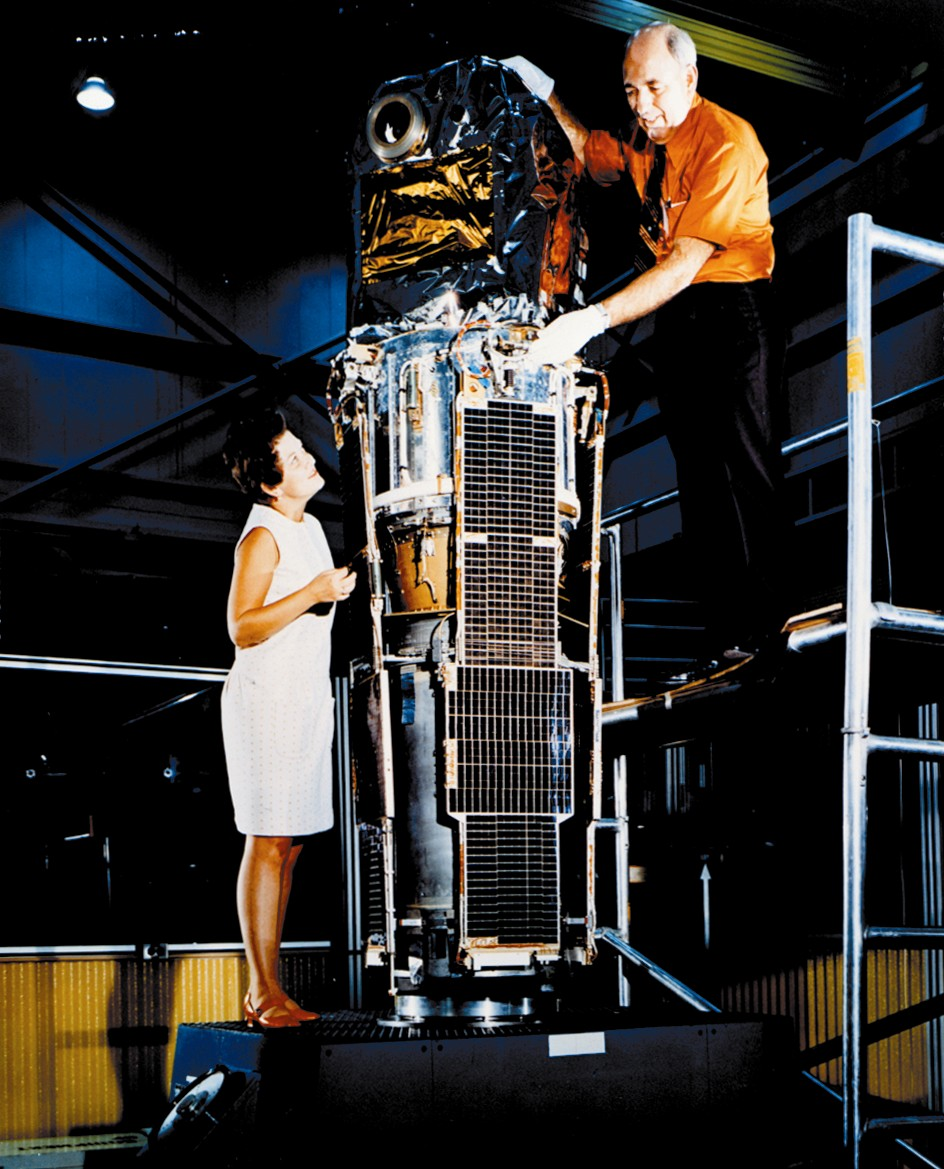
乌呼鲁卫星

X射线天文卫星是观测天体的X射线辐射为主要目的的人造卫星，是X射线天文学的主要研究设备。
第一颗X射线天文卫星是1970年12月12日美国在肯尼亚发射的乌呼鲁卫星，该卫星原名“探险者42号”，又名“小型天文卫星1号”（SAS-1），因发射当天正值肯尼亚独立7周年纪念日而得名（兹瓦西里语意为“自由”）。卫星上装有两个相互反向的X射线探测器，利用卫星的旋转进行了系统的X射线巡天，确定了约350个X射线源，发现了许多银河系中的X射线双星、来自遥远星系团的X射线，以及第一个黑洞候选天体——天鹅座X-1。乌呼鲁卫星的观测取得了极大的成功，被认为是X射线天文学发展史上的一座里程碑。
除了乌呼鲁卫星以外，1970年代至1980年代，各国还相继发射了一系列X射线天文卫星，包括英国的羚羊5、荷兰天文卫星、美国的小型天文卫星3号、高能天文台1号（1977年）和高能天文台2号（又名“爱因斯坦卫星”）、欧洲的X射线天文卫星（EXOSAT）、日本的银河卫星等，其中1978年发射的爱因斯坦卫星首次采用了大型掠射式X射线望远镜，能够对X射线源进行成像，是1970年代取得成果最多的X射线卫星。

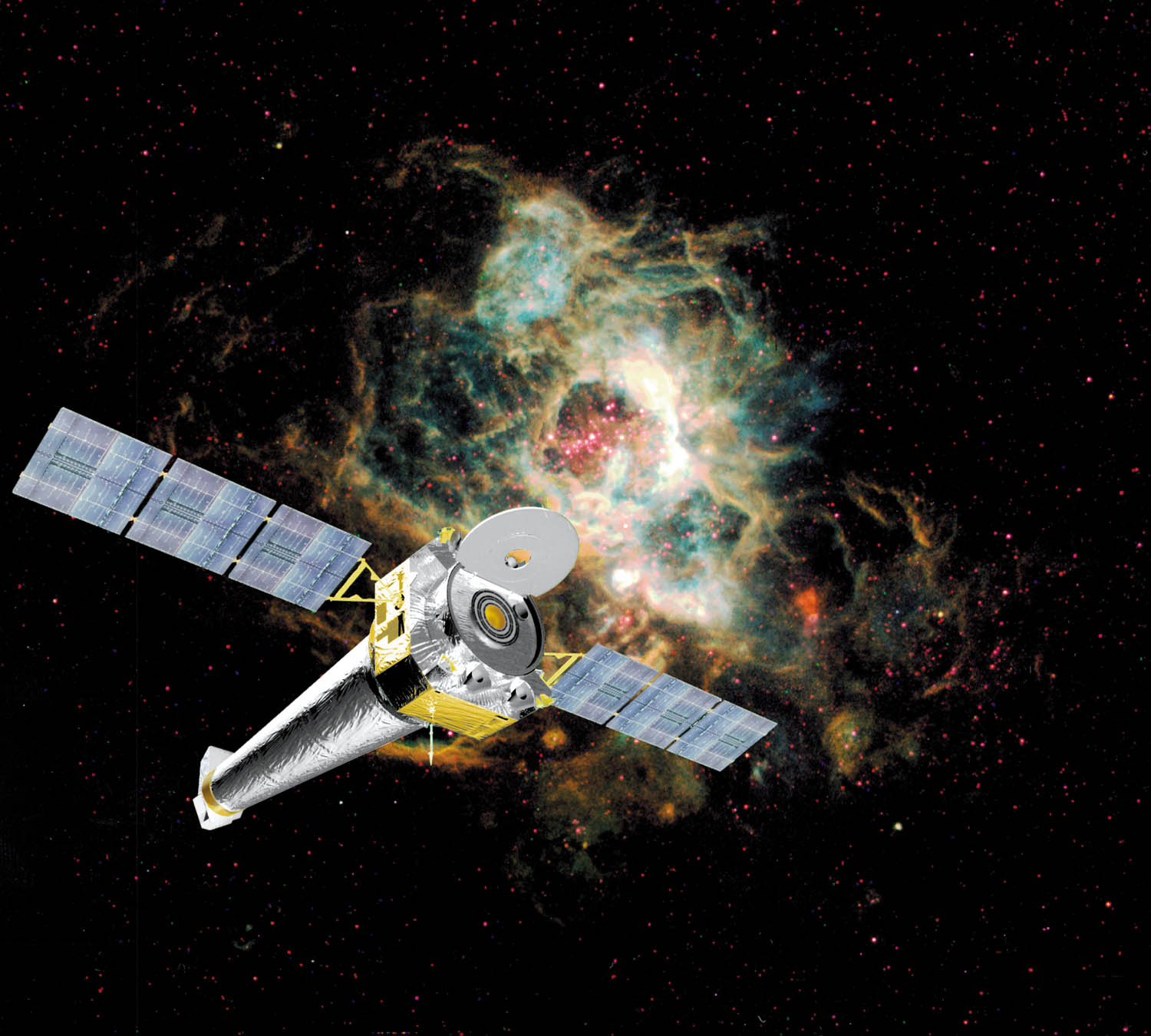
1999年发射的钱德拉X射线天文台

20世纪90年代，意大利和荷兰共同研制的BeppoSAX卫星发现了伽玛射线暴的X射线余辉。德国、美国、英国联合研制的伦琴卫星（ROSAT）首次在软X射线波段进行了巡天观测，在9年时间里新发现了7万多个X射线源，使X射线源的总数达到了12万个。1993年日本发射的ASCA卫星则首先将设备用于X射线成像。美国的罗西X射线时变探测器（RXTE）虽然不能成像，但是能够探测X射线源的快速光变。1999年，两个重要的X射线天文卫星先后发射升空——美国的钱德拉X射线天文台和欧洲的XMM-牛顿卫星。前者具有极高的空间分辨率（小于1角秒）和较宽的能段（0.1-1keV），后者则具有非常高的谱分辨率。它们是21世纪初X射线天文学主要的观测设备，取得了一大批重要的研究成果。除此之外，1990年代升空的X射线望远镜还有俄罗斯发射的探测高能X射线的伽马1卫星、日本发射的用于观测太阳耀斑的阳光卫星等。
截止到2006年，正在工作的X射线天文卫星有欧洲的XMM-牛顿卫星、美国的罗西X射线时变探测器、钱德拉X射线天文台、日本的朱雀卫星（Astro-E2）、中国的硬X射线调制望远镜。此外，欧洲的国际伽玛射线天体物理实验室（INTEGRAL）和美国的雨燕卫星也安装有X射线观测设备。计划中的下一代X射线天文卫星有美国的、欧洲的等。